# Asunción Crespo de Reigón
Asunción Crespo de Reigón (Madrid, 1816–ca. 1885/1890) va ser una pintora miniaturista espanyola, acadèmica de mèrit de la Reial Acadèmia de Belles Arts de Sant Ferran.
Era filla del professor de pintura en miniatura José Crespo, acadèmic de Sant Ferran. Va ser deixebla del seu pare i, com ell, es va especialitzar en miniatura i va ser nomenada acadèmica de mèrit d'aquest art de la Reial Acadèmia de Belles Arts de Sant Ferran el 5 de maig de 1839, candidatura per la qual va enviar tres miniatures: Un cap del Pare Etern, còpia de Mengs, Un grup de Santa Elisabet, de mitges figures i Retrat d'una reina de França anomenada Anna d'Àustria, si bé des de l'acadèmia se li sol·licità la realització de El cap del Baptista en una mida de quatre polzades. Aquesta obra va estar a l'exposició de l'acadèmia de 1840, i torna a ser present en la de 1843 amb una Verge amb el Nen.
Participà en altres exposicions, per exemple la del Liceu artístic i literari de Madrid el 1846, amb un retrat miniatura de la reina Isabel II. El mateix any va sol·licitar ser a la Corona l'honor de ser miniaturista de cambra, però no va rebre el suport de l'acadèmia. A l'Exposició Nacional de Belles Arts de 1860, on va obtenir una menció honorífica de segona classe amb les seves miniatures La Magdalena al desert, L'educació de la Mare de Déu, La Divina Pastora, Una Verge i Venus, i en la de 1876, en la qual va presentar Els nens de la petxina. Finalment participà també en l'organitzada per Ricardo Hernández a Madrid el 1882 amb La Verge amb el Nen Jesús.
Moltes obres també van acabar en mans particulars. Hom diu que en el seu temps va ser una artista excel·lent del seu gènere, per la perfecció del seu dibuix i la delicadesa de les entonacions, encara que segons Pérez-Martín, això no ha estat possible de corroborar a causa de no conservar-se o no haver estat identificades algunes de les seves obres.
En l'àmbit personal, es casà amb el també pintor miniaturista Francisco Reigón. Segons Pérez-Martín, Crespo va morir el 1885, però Navarrete diu que encara vivia el 1890.